# Dino Rađa
Dino Rađa (* 24. April 1967 in Split, SR Kroatien, SFR Jugoslawien) ist ein ehemaliger kroatischer Basketballspieler. Er gehörte neben Spielern wie Toni Kukoč oder Velimir Perasović zu der in ihrer Zeit überragenden Mannschaft von Jugoplastika Split, welche 1989 und 1990 den Europapokal der Landesmeister gewann. 

## Karriere
Rađa gehörte als Jugendlicher dem Verein KK Dalvin an, wechselte dann zu KK (Jugoplastika) Split und kam in der Saison 1983/84 erstmals für dessen Herrenmannschaft zum Einsatz. 1988, 1989 und 1990 wurde er mit Split unter Trainer Božidar Maljković jugoslawischer Meister und Pokalsieger. Außerdem gewann er mit der Mannschaft 1989 und 1990 den Europapokal der Landesmeister. Im Endspiel 1989 in München erzielte Rađa 20 Punkte und acht Rebounds, er wurde als bester Spieler des Finalturniers ausgezeichnet. Beim Draftverfahren der NBA im Jahr 1989 entschieden sich die Boston Celtics in der zweiten Auswahlrunde an 40. Stelle für Rađa und wollten ihn zur Saison 1989/90 verpflichten. KK Split pochte auf einen bestehenden Vertrag mit Rađa und bekam vor Gericht Recht. Er blieb deshalb in Split. Im April 1990 war er im Europapokal-Endspiel mit 12 Punkten am Sieg über den FC Barcelona beteiligt, mit dem die Titelverteidigung gesichert wurde.
1990 wechselte der Innenspieler nicht etwa zu den Boston Celtics, sondern zu Messaggero Rom in die italienische Serie A. Die Römer hatten ihm ein finanziell besseres Angebot vorgelegt. Er blieb bis 1993 in Rom und steigerte seine Punktwerte dort jede Saison, von 17,9 über 20,3 auf 21,7 Punkte je Begegnung. 1992 errang er mit den Römern den Sieg im Korac-Cup. Insbesondere im ersten Finalspiel trumpfte Rađa auf, als er 34 Punkte erzielte, im Rückspiel kam er auf 17 Zähler. 1993 stand er mit Rom wieder in den Korac-Cup-Endspielen, verlor diese aber jeweils gegen Olimpia Mailand.
Im Sommer 1993 wechselte Rađa schließlich in die NBA nach Boston. Dort wurde er in seinem ersten Jahr in das NBA All-Rookie Second Team berufen. Sein (statistisch) bestes NBA-Spieljahr war 1995/96, als er im Schnitt 19,7 Punkte und 9,8 Rebounds je Begegnung erzielte, beides waren Mannschaftshöchstwerte. Bei insgesamt 224 Einsätzen in der Liga brachte er es auf einen Schnitt von 16,7 Punkte und 8,4 Rebounds pro Spiel. Allerdings setzten ihm Verletzungsprobleme zu, weshalb er 1995/96 nur 53 und 1996/97 nur 25 NBA-Spiele bestritt.
Da Zweifel bestanden, dass seine Knie wieder bis zu vier NBA-Spiele pro Woche durchhalten würden, ging er 1997 nach Europa zurück und wechselte zu Panathinaikos Athen in die griechische A1-Liga. Mit Athen errang er die Meisterschaften 1998 sowie 1999. In den folgenden Jahren spielte er jeweils für nur eine Saison bei KK Zadar, Olympiakos Piräus, Cibona Zagreb und KK Split. Nach dem Gewinn der kroatischen Meisterschaft mit Split beendete er im Sommer 2003 seine Karriere. 2005 bot ihm Real Madrid noch einmal einen Vertrag an, der inzwischen 38-jährige Rađa lehnte dieses Angebot jedoch ab.
2008 wurde Rađa als einer der 50 bedeutendsten Akteure der EuroLeague ausgezeichnet. Am 31. März 2018 wurde seine Aufnahme in die Naismith Memorial Basketball Hall of Fame bekanntgegeben.

### Nationalmannschaft
1986 gehörte er zum Aufgebot der jugoslawischen Juniorennationalmannschaft, die bei der Europameisterschaft in Österreich Gold gewann. Er spielte bei dem Turnier an der Seite von Vlade Divac, Aleksandar Đorđević und Toni Kukoč, Trainer war Svetislav Pešić. Bei der Junioren-Weltmeisterschaft 1987 gewann er erneut Gold, im Endspiel gegen die Vereinigten Staaten waren Rađa (20 Punkte) und Divac (21 Punkte) unter dem Korb Sieggaranten.
Mit der Herrennationalmannschaft Jugoslawiens gewann er bei den Olympischen Spielen 1988 die Silbermedaille, 1989 wurde er in Zagreb Europameister. Rađa kam im Endspiel gegen Griechenland auf 25 Punkte und wurde noch von seinem Mannschaftskameraden Dražen Petrović (28 Punkte) und dem Griechen Nikolaos Galis (30 Punkte) übertroffen. Die Weltmeisterschaft 1990, bei der Jugoslawien Gold gewann, verpasste er wegen einer Verletzung.
1991 holte er erneut EM-Gold, seine 23 Punkte im Endspiel gegen Gastgeber Italien bedeuteten den Höchstwert der Partie. 1992 gewann er mit Kroatien die Silbermedaille bei den Olympischen Spielen, hinter Petrović stand er in der mannschaftsinternen Korbjägerliste beim Turnier in Barcelona auf dem zweiten Rang. Bei der EM 1993 wurde er mit Kroatien ebenso Dritter wie bei der Weltmeisterschaft 1994 und bei der EM 1995. Bei der WM ’94 war Rađa mit 22,4 Punkten je Begegnung zweitbester Korbschütze hinter dem Australier Andrew Gaze. 1996 trat er zum dritten Mal bei Olympischen Sommerspielen an. Diesmal wurde er mit seiner Mannschaft Siebter.

## Erfolge
- Jugoslawischer Meister: 1988, 1989, 1990
- Griechischer Meister: 1998, 1999
- Europapokal der Landesmeister: 1989, 1990
- Korać-Cup: 1992
- Europameister: 1989, 1991
- Silbermedaille bei Olympischen Spielen: 1988, 1992
- Kroatischer Meister: 2003